# Leucania secta
Leucania secta är en fjärilsart som beskrevs av Herrich-Schäffer 1868. Leucania secta ingår i släktet Leucania och familjen nattflyn. Inga underarter finns listade i Catalogue of Life.